# Karnitin
A karnitin aminosav-származék, mely az élőlények szervezetében két esszenciális aminosavból képződik: a lizinből, illetve a metioninból.  Az egészséges embereknél általában megtermelődik a szükséges mennyiség, azonban szívbetegeknek vagy sportolóknak nagyobb mennyiségre van szükségük, így külön kell azt pótolniuk külső forrásokból. Legnagyobb mennyiségben a vörös húsok tartalmazzák. Csak az l-karnitint ajánlják fogyasztani táplálék-kiegészítőként, a 
d-karnitin egyesek szerint mérgező hatású.

## Szerepe a szervezetben
A szívizom számára, valamint a növekedéshez, fejlődéséhez és az izomzat fejlődéséhez nélkülözhetetlen. Helyreállítja a normális szívműködést, javítja az izomzat oxigénellátását. Rendkívül fontos, mivel zsírégető hatású. Ez az aminosav-származék működteti azt a szállítórendszert, mely a zsírsavmolekulákat a sejtek mitokondriumába szállítja. Tehát a zsírfelhasználás függ a jelenlévő karnitin mennyiségétől. Az emberi szervezetben a májban, az agyban, valamint a vesében szintetizálódik.
A mitokondriumok a legtöbb élő sejtben megtalálható sejtalkotók. Szerepük a sejt energiatermelése. A mitokondriumok membránján többféle biomolekula helyezkedik el, köztük karnitin is. A mitokondriumok elsősorban cukrokat hasznosítanak, de ennek hiányában a lipidmolekulákat is képesek lebontani. A karnitinnek nagy szerepe van abban, hogy a sejtplazmában lévő lipideket a mitokondriumok belsejébe juttassa.
Kutatások igazolták, hogy a karnitin jótékony hatással bír az emberi szervezetre. Kiemelt szerepei a következők:
Szívbetegségek megelőzésére használható. A már kialakult szívbetegség esetén javítja a szív teljesítményét, segít a normális működés helyreállításában. Csökkenti a koszorúér-elmeszesedésből származó szorító fájdalmat az érrendszerre gyakorolt jótékony hatása miatt. Az angina bizonyos formáinak tüneteit javítani képes. Pozitív tapasztalatok állnak rendelkezésre a demenciában szenvedő betegek kezelésével kapcsolatban. Légzési elégtelenség, illetve nehézségek esetében is segít, mivel növeli az izmok teljesítményét, de ez nem alkalmazható gyógyszeres terápia helyett, csupán alternatívaként. Egyesek szerint jelentős a zsírégető hatása, melynek következtében sok fogyókúrás termék lényeges összetevője. Hatékonysága több szakértő szerint megkérdőjelezett. Vízoldékony molekula, túladagolni gyakorlatilag lehetetlen.
A karnitin előállításához a szervezetben elegendő vasnak és C-vitaminnak kell rendelkezésre állnia. Alacsony karnitin szintre utalhat a fáradtság, illetve az izomgyengeség. A karnitin növeli a HDL („jó”) koleszterin szintjét, és csökkenti az LDL („rossz”) koleszterin szintjét. A szükséges karnitin mennyisége nincs hivatalosan rögzítve, becslések szerint napi 5-10 milligramm szükséges az emberi szervezet számára. Táplálékkiegészítők azonban 500-4000 milligrammot is tartalmazhatnak, ezért ezek alkalmazását érdemes megbeszélni egy kezelőorvossal.

## Egészségügyi kockázatok
Kapcsolatot feltételeznek az l-karnitin fogyasztása és az érelmeszesedés kialakulása között. Az l-karnitin a bélrendszerben trimetilaminná alakulhat, amit a májenzimek tovább alakítanak trimetilamin-N-oxiddá (TMAO). Ez utóbbi vegyület érelmeszesítő hatású. Az l-karnitin trimetilaminná alakítását a bélflóra bizonyos baktériumai végzik. A bélflóra összetételének legfontosabb befolyásolója a táplálkozás. Kimutatható volt, hogy vegetáriánus táplálkozás mellett kevesebb TMAO keletkezik. (3, 4)